# رسم حر
الرسم الحر يشير إلى الرسم الذي ينتج دون استخدام أي أداة رسم مساعدة (مسطرة, فرجار, حاسوب... الخ), بل فقط القلم وغالبا قلم رصاص أو فحم.

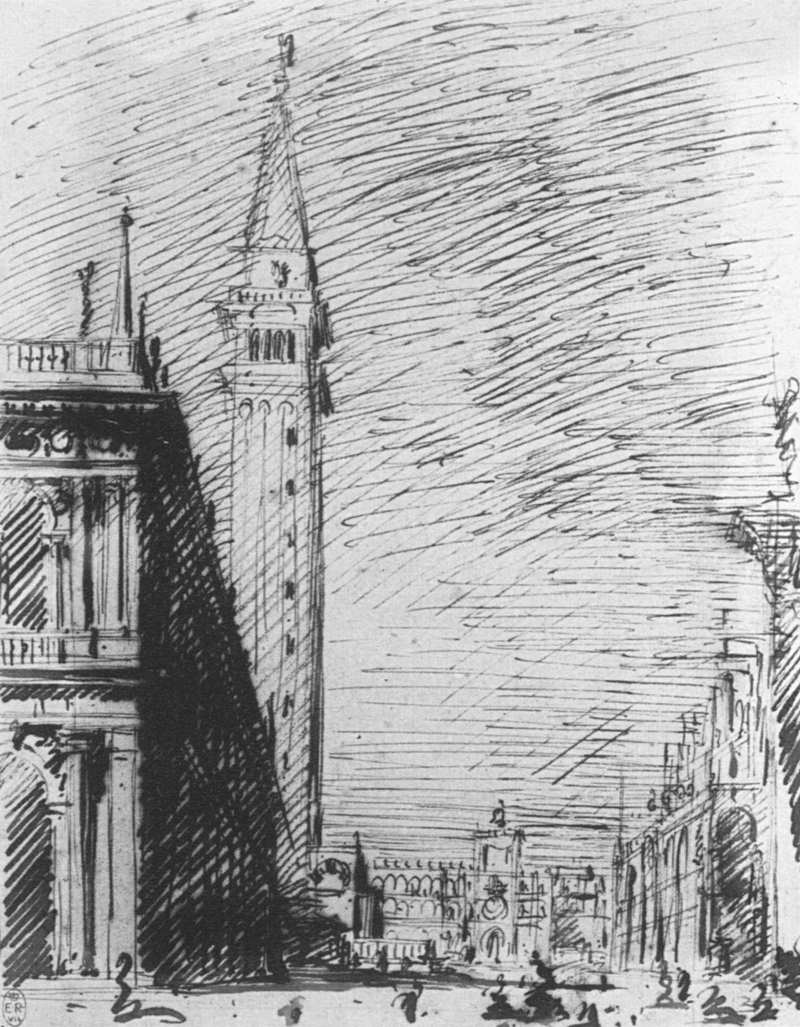
رسم حر بالقلم الرصاص والحبر من بيازيتا ، البندقية 1730

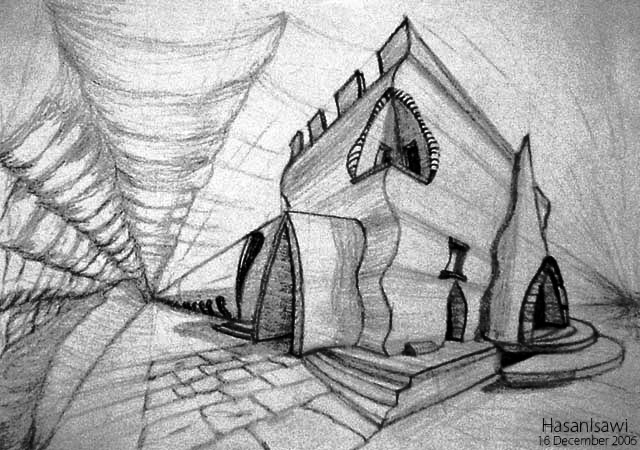
رسم حر لمنظور بمستوى رأسي

الرسم الحر هي مادة تدرس في كليات الهندسة, هدفها توفير المفاهيم والمهارات المفيدة في تطوير القدرة على تصور الأشكال الهندسية في الفراغ وبثها بطريقة سريعة وصحيحة. قدرة المصمم على تصور وضع فراغي معين تعتبر من المهارات الضرورية في عملية التفاعل مع المهنيين في المراحل المبكرة من المشروع.
قدرات ومهارات الرسم الحر تعتبر مهمة جدا كمرحلة أولية من استخدام تقنيات الرسم المحوسبة.
مادة الرسم الحر تتناول قضايا أساسية مثل أساليب الإظهار (منظور، اكسنومتري، طريقة مونج)، واستخدام الألوان، ونظرية الظلال، وتمثيل المواد المختلفة (لمعان، ماتي، والكروم، الخ.) حتى الوصول إلى تشكيل لوحات أولية كاملة لمشروع معين.

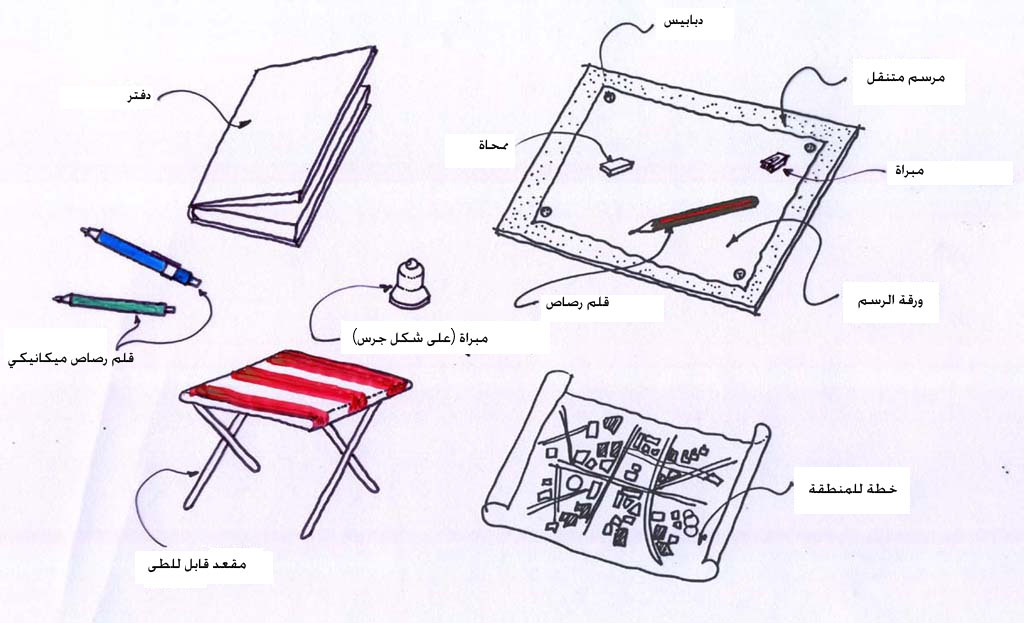
أدوات الرسم الحر

الرسم الحر يعتمد أساسا على مفاهيم الهندسة الوصفية التي تهتم بتدريس القواعد الأساسية لنمذجة الفراغ الهندسي وتمثيله بطريقة لا لبس فيها.
الكيانات الهندسية الأساسية (نقطة، خط، مستوى) التي يتكون منها أي عنصر معماري، تحدد كما يلي:
- النقطة, - كتقاطع بين خطين متحدة المستوى (coplanar) ؛ - كتقاطع بين خط ومستوى؛ أو كتقاطع بين ثلاثة مستويات.
- الخط، - كتقاطع بين مستويين
- المستوى, بتعيين ثلاث نقاط غير مصطفة على نفس الخط.

## الرسم الحر كوسيلة لتكوين الفكرة العامة للمشروع
تتمثل الطريقة الافضل لتعلم الرسم الحر هي الممارسة المستمرة والتعود أولاً على تكوين الفكرة العامة للمشروع المراد بناءه، عن طريق الرسم الحر؛ والتحقق بعد ذلك من الأجزاء الفردية والتفاصيل من خلال الرسم الدقيق.
ولكن من الافضل أن يسبق الحدس العضوي الدقة، خاصة وأن المشاكل التقنية يمكن حلها بطرق مختلفة. وجميعها مُرضية بنفس القدر لتلك المبادئ النظرية والقوانين التجريبية التي يمكن الاعتماد عليها؛ في هذه الحرية اللامحدودة ، يجب الاهتمام بأصالة الفكرة التصميمية واهدافها.
ومن المهم حضور دورة رسم يدوي تتضمن أشكال هندسية مختلفة ورسومات لاشكال حقيقية من أجل تطوير الإحساس بالفراغ والاظهار الجرافيكي وتمرين العقل على إدراك الفضاء وقواعد بنائه.

## وصلات خارجية
- كورس جامعي للرسم الحر